# Sirukaveripakkam
Sirukaveripakkam es una ciudad censal situada en el distrito de Kanchipuram en el estado de Tamil Nadu (India). Su población es de 8032 habitantes (2011). Se encuentra a 74 km de Chennai y a 4 km de Kanchipuram. 

## Demografía
Según el censo de 2011 la población de Sirukaveripakkam era de 8032 habitantes, de los cuales 3945 eran hombres y 4087 eran mujeres. Sirukaveripakkam tiene una tasa media de alfabetización del 71,81%, inferior a la media estatal del 80,09%: la alfabetización masculina es del 79,44%, y la alfabetización femenina del 64,42%.